# Francesca
Francesca  è un nome proprio di persona italiano femminile.

## Varianti
- Femminili: Francisca[1]
  - Alterati: Franceschina[1]
  - Ipocoristici: Franca[2], Francy, Fra, Cesca, Cecca, Checca, Chicca[1], Cecchina[1]
  - Composti: Francesca Maria[1], Francesca Paola[1]
- Maschile: Francesco[1]

### Varianti in altre lingue
- Basco: Frantziska[2]
- Bretone: Frañseza[2]
- Catalano: Francesca[2]
- Ceco: Františka[2][3]
- Francese: Françoise[2][3]
  - Alterati: Francette[2], Francine[2][3]
- Inglese: Frances[2][3], Francis[3][4]
  - Alterati: Francine[2][3]
  - Ipocoristici: Fran[2][3], Frankie[2][3], Francie[3], Frannie[2][3], Franny[2][3], Sissie[2], Sissy[2], Cissy[2]
- Latino: Francisca[2]
- Lituano: Pranciška[2]
- Polacco: Franciszka[2][3]
- Portoghese: Francisca[2][3]
  - Ipocoristici: Chica[2]
- Sardo: Frantzisca[2]
- Scozzese: Frangag[2]
- Slovacco: Františka[2]
- Sloveno: Frančiška[2]
- Spagnolo: Francisca[2][3]
  - Ipocoristici: Paca[2]
- Tedesco: Franziska[2][3]
  - Ipocoristici: Fränze[2], Franzi[2], Ziska[2]
- Ungherese: Franciska[2]

In varie lingue è inoltre usato l'ipocoristico Fanny o simili, oppure degli equivalenti dell'italiano Franca.

## Origine e diffusione
Deriva dal latino medievale Francisca, forma femminile di Franciscus, un etnico che indicava dapprima l'appartenenza al popolo dei Franchi, e poi a quello dei Francesi o comunque un'attinenza con la Francia. 
Documentato in Italia in questa forma sin dal Trecento, negli anni settanta del Novecento era uno dei nomi femminili più frequenti in assoluto, all'undicesima posizione con circa trecentomila occorrenze. Secondo i dati ISTAT è stato il sesto nome femminile più utilizzato per le nuove nate nel 2004 e il nono nel 2006. 
L'uso nei paesi anglofoni è significativo solo a partire dal XVI secolo, nelle forme Francis e Frances, inizialmente usate per ambo i generi; la differenziazione che rese il primo (quasi esclusivamente) maschile e il secondo femminile prese piede dal secolo successivo. Durante l'Ottocento entro nell'uso comune in inglese anche il diminutivo francese Francine (reso celebre da diverse opere letterarie, come Gli Sciuani di Balzac e I Say No di Wilkie Collins, seguito dalla metà del Novecento dalla forma italiana Francesca.

## Onomastico

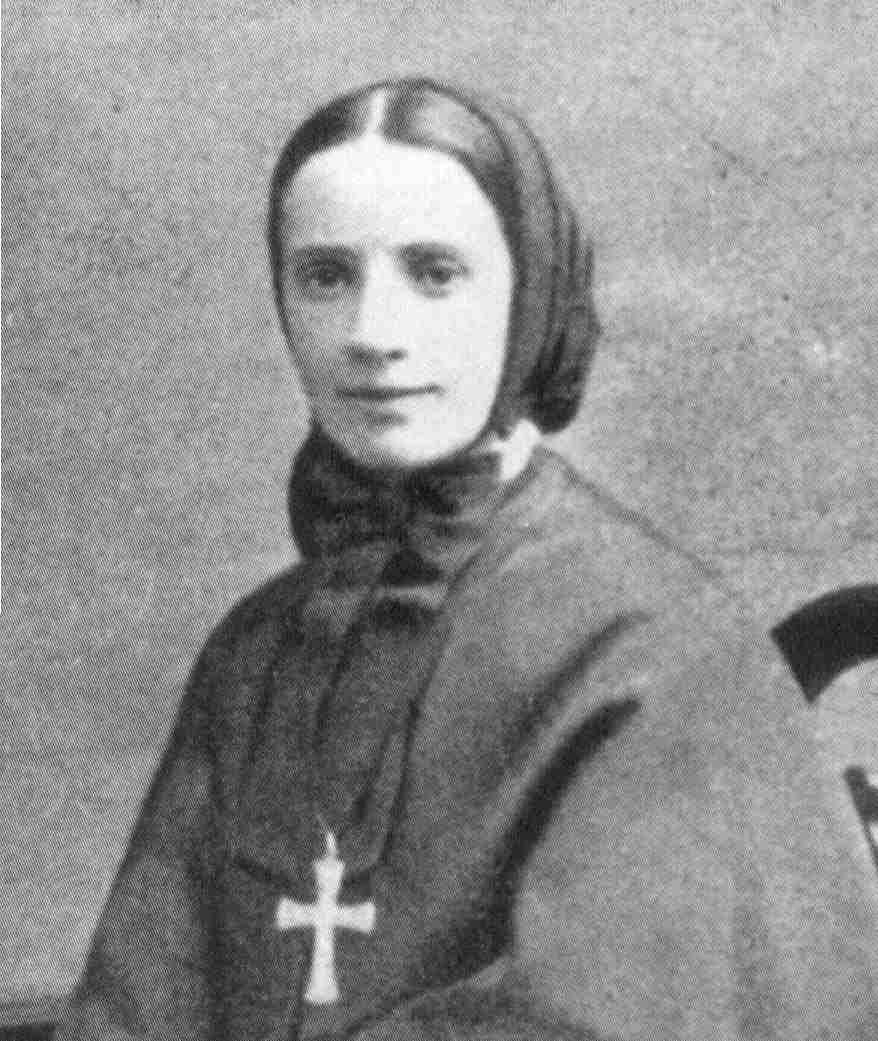
Santa Francesca Saverio Cabrini

L'onomastico viene generalmente festeggiato il 9 marzo in onore di santa Francesca Romana, religiosa, fondatrice delle Oblate di Tor de' Specchi, patrona degli automobilisti e delle vedove. Con questo nome vi sono comunque varie altre sante e beate, commemorate nei giorni seguenti:
- 10 gennaio, santa Francesca di Sales, fondatrice delle Suore oblate di San Francesco di Sales[9]
- 9 luglio, santa Maria di San Giusto (Anna Francesca Moreau), suora francescana martire in Cina[9]
- 6 agosto, santa Maria Francesca di Gesù, fondatrice delle cappuccine di Loano[9]
- 12 agosto, santa Giovanna Francesca Frémiot de Chantal[9]
- 6 ottobre, santa Maria Francesca delle Cinque Piaghe, religiosa[9]
- 22 dicembre, santa Francesca Saverio Cabrini, religiosa e fondatrice delle Missionarie del Sacro Cuore di Gesù[9]

Tre le beate si ricordano inoltre:
- 5 febbraio, beata Francesca Mézière, vergine e martire a Laval[9]
- 27 febbraio, beata Francesca Anna della Vergine Addolorata, fondatrice[9]
- 13 marzo, beata Francesca Tréhet, vergine e martire ad Ernée[9]
- 20 luglio, beata Francesca del Cuore di Gesù, martire[10].
- 27 agosto, beata Francesca Pinzokere, martire a Nagasaki[9]
- 19 settembre, beata Francesca Cuallado Baixauli, vergine e martire a Benifayó[9]
- 27 settembre, beata Francesca Saveria (Maria) Fenollosa Alcayna, martire a Gilet[9]
- 4 novembre, beata Francesca D'Amboise, religiosa[9]
- 21 novembre, beata Franciszka Siedliska (Maria di Gesù Buon Pastore), religiosa polacca, fondatrice della Congregazione delle Suore della Sacra Famiglia[9]
- 14 dicembre, beata Maria Francesca Schervier, fondatrice[9]

## Persone

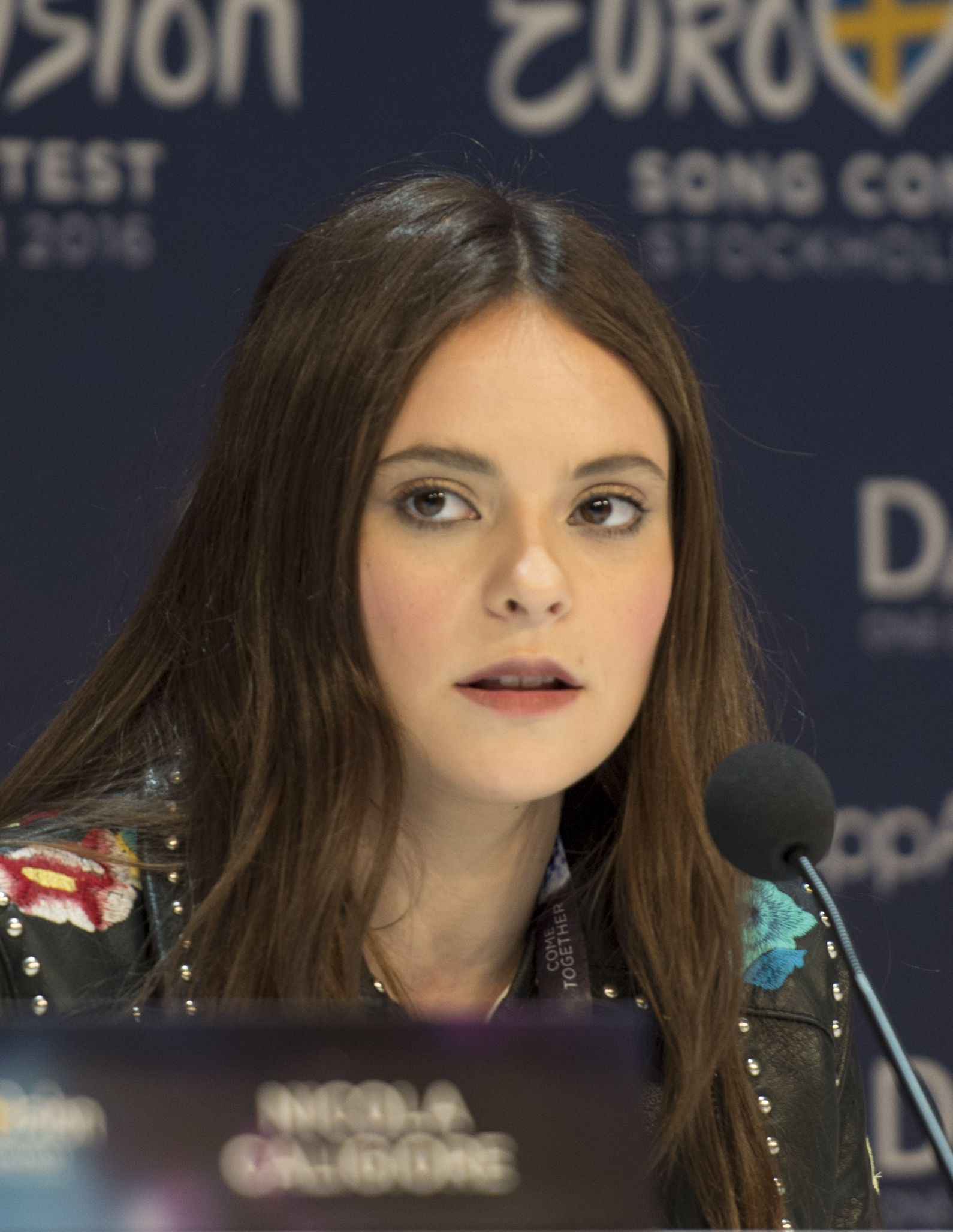
Francesca Michielin

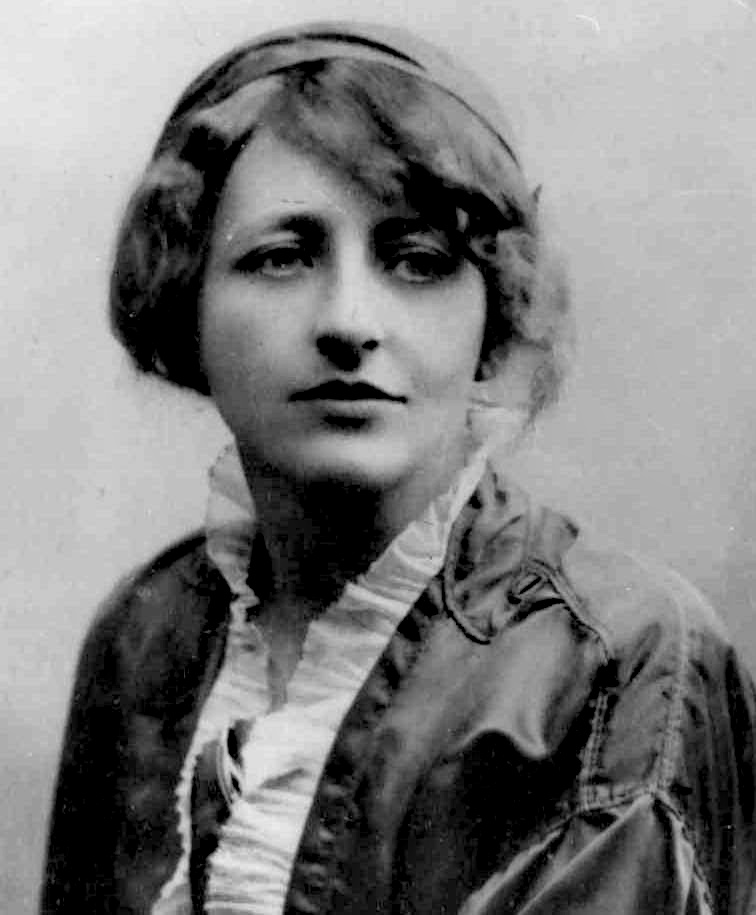
Franziska zu Reventlow

- Francesca da Rimini, nobildonna italiana, protagonista assieme all'amante Paolo del V Canto dell'Inferno della Divina Commedia
- Francesca Armosino, ultima moglie di Giuseppe Garibaldi
- Francesca Barra, giornalista, scrittrice, conduttrice televisiva e conduttrice radiofonica italiana
- Francesca Bertini, attrice italiana
- Francesca Chillemi, attrice, personaggio televisivo ed ex modella italiana
- Francesca Cipriani, personaggio televisivo italiano
- Francesca Comencini, regista e sceneggiatrice italiana
- Francesca Cuzzoni, soprano italiano
- Francesca Fagnani, giornalista, scrittrice e conduttrice televisiva italiana
- Francesca Fialdini, giornalista, conduttrice televisiva e conduttrice radiofonica italiana
- Francesca Michielin, cantautrice e polistrumentista italiana
- Francesca Morvillo, magistrata italiana
- Francesca Neri, attrice e produttrice cinematografica italiana
- Francesca Schiavone, tennista e allenatrice di tennis italiana
- Francesca Romana Coluzzi, attrice, stuntwoman e scenografa italiana

### Variante Franziska
- Franziska Bertels, bobbista tedesca
- Franziska Brauße, pistard e ciclista su strada tedesca
- Franziska Giffey, politica tedesca
- Franziska Kinsky von Wchinitz und Tettau, principessa consorte del Liechtenstein
- Franziska van Almsick, nuotatrice tedesca
- Franziska Weisz, attrice austriaca
- Franziska zu Reventlow, scrittrice, pittrice e traduttrice tedesca

### Variante Frances
- Frances Alda, soprano neozelandese
- Frances Bay, attrice canadese

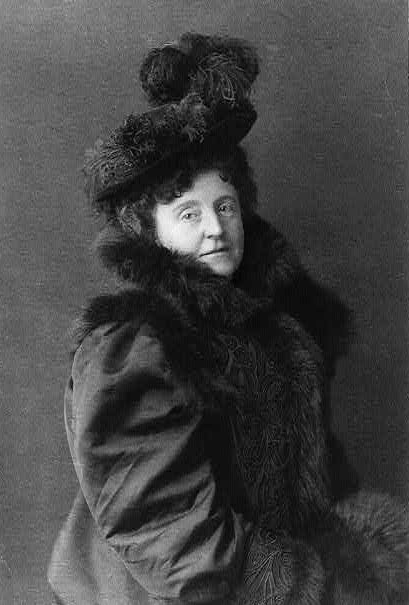
Frances Hodgson Burnett

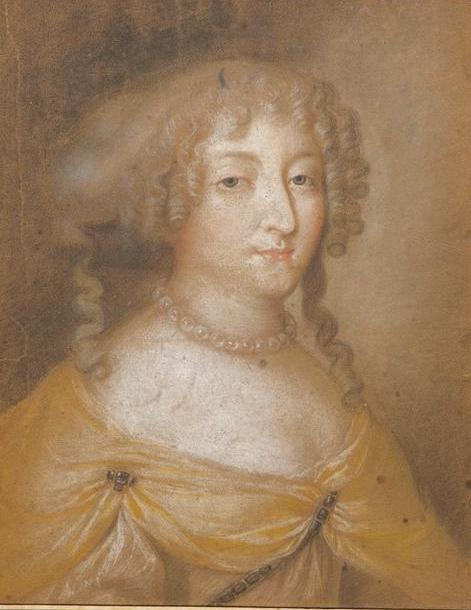
Françoise-Athénaïs di Montespan

- Frances Cleveland, first lady statunitense
- Frances Conroy, attrice statunitense
- Frances Dee, attrice statunitense
- Frances de la Tour, attrice britannica
- Frances Farmer, attrice statunitense
- Frances Fisher, attrice britannica
- Frances Hodgson Burnett, commediografa e scrittrice britannica
- Frances Marion, sceneggiatrice, regista, giornalista e scrittrice statunitense
- Frances McDormand, attrice e produttrice cinematografica statunitense
- Frances Polidori, educatrice e modella britannica
- Frances Trollope, scrittrice inglese
- Frances Wright, scrittrice, femminista e abolizionista scozzese

### Variante Françoise
- Françoise Arnoul, attrice francese

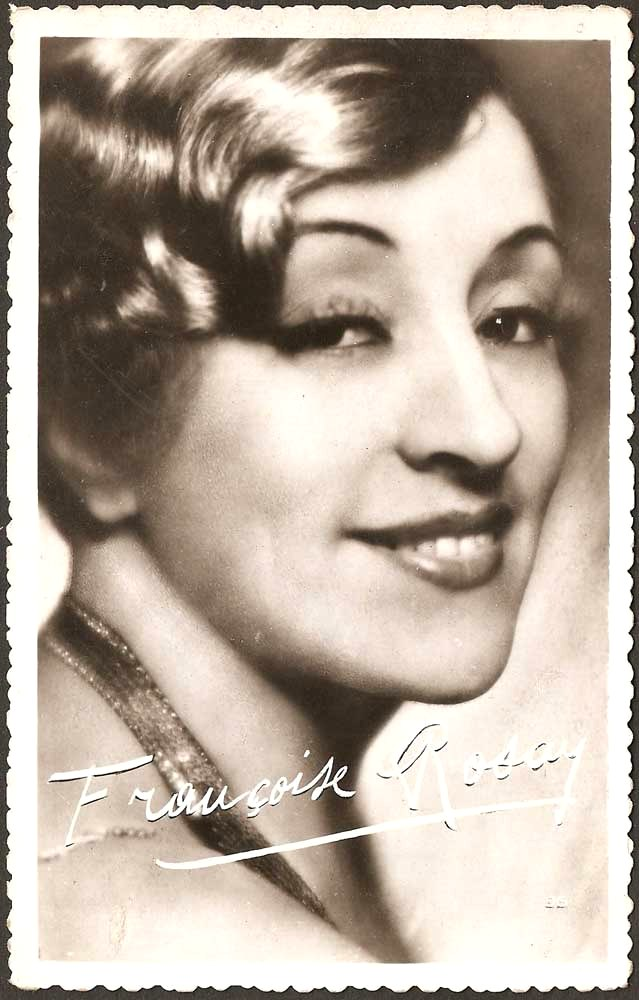
Françoise Rosay

- Françoise Barré-Sinoussi, virologa e immunologa francese
- Françoise d'Eaubonne, femminista francese
- Françoise de Montmorency, amante di Enrico III di Navarra
- Françoise Demulder, fotografa francese
- Françoise-Athénaïs di Montespan, nobildonna francese, favorita di Luigi XIV di Francia
- Françoise Dürr, tennista francese
- Françoise Fabian, attrice francese
- Françoise Gilot, pittrice francese
- Françoise Giroud, giornalista, politica e scrittrice francese
- Françoise Hardy, cantautrice, scrittrice e attrice francese
- Françoise Mbango Etone, triplista e lunghista camerunese naturalizzata francese
- Françoise Prévost, attrice francese
- Françoise Rosay, attrice francese
- Françoise Sagan, scrittrice, drammaturga e sceneggiatrice francese

### Altre varianti
- Fränzi Aufdenblatten, sciatrice alpina svizzera
- Fran Drescher, attrice, doppiatrice, produttrice televisiva e regista statunitense
- Francisca Nazareth, calciatrice portoghese
- Francine Niyonsaba, mezzofondista burundese
- Františka Plamínková, politica e attivista ceca
- Fran Rubel Kuzui, regista, sceneggiatrice e produttrice cinematografica statunitense
- Franciszka Siedliska, religiosa polacca
- Fran Walsh, sceneggiatrice, produttrice cinematografica e paroliera neozelandese
- Francine York, attrice e modella statunitense

## Il nome nelle arti
- Francesca da Polenta è un personaggio immortalato da Dante Alighieri nel V canto dell'Inferno nella Divina Commedia, e ripreso in altre opere quali il dramma Francesca da Rimini di Gabriele D'Annunzio, l'opera lirica omonima di Sergej Rachmaninov e l'altra opera lirica omonima di Riccardo Zandonai.
- Per il nome "Francesca" sono state scritte molte canzoni, fra le quali la più famosa è Non è Francesca di Lucio Battisti, ma anche, per esempio, Francesca (con i miei fiori) di Anna Oxa, Mia madre si chiama Francesca di Ennio Morricone cantata da Milva, Francesca di DJ Francesco, Francesca ha gli anni che ha di Tre Allegri Ragazzi Morti, Franziska di Fabrizio De André e (con un ipocoristico) Franca ti amo di Ivan Graziani.
- Arrivederci Francesca (Auf Wiedersehen, Franziska!), film diretto da Helmut Käutner (1941)
- Arrivederci Francesca (Auf Wiedersehen, Franziska!), film diretto da Wolfgang Liebeneiner (1957)
- Checca è un personaggio della commedia Le baruffe chiozzotte di Carlo Goldoni.
- la Cesca è un personaggio dell'opera lirica Gianni Schicchi di Giacomo Puccini.
- Francesca è un personaggio del film del 1949 Riso amaro, diretto da Giuseppe De Santis.
- Francesca "Caramella" è un personaggio del ciclo dei film del "neorealismo rosa" Pane, amore e fantasia (1953, regia di Luigi Comencini), Pane, amore e gelosia (1954, regia di Luigi Comencini) e Pane, amore e... (1955, regia di Dino Risi); il personaggio è identificato regolarmente con il soprannome e il fatto che si chiami Francesca emerge solo occasionalmente nel terzo film.
- Francesca è la protagonista femminile del film del 1962 La voglia matta, diretto da Luciano Salce.
- Francesca Ascalone è un personaggio del film del 1964 Sedotta e abbandonata, diretto da Pietro Germi.
- Francesca Babini è la protagonista femminile del film del 1997 Il testimone dello sposo, diretto da Pupi Avati.
- Francesca Montorsi è la protagonista del film del 2001 Francesca e Nunziata, diretto da Lina Wertmüller e tratto dall'omonimo romanzo di Maria Orsini Natale.
- Francesca è un personaggio del film del 2007 Mio fratello è figlio unico, diretto da Daniele Luchetti.
- Francesca d'Ateleta è un personaggio del romanzo Il piacere di Gabriele D'Annunzio.
- Francesca Bettini è un personaggio della soap opera CentoVetrine.
- Francesca de' Lazzari è la protagonista della prima novella della nona giornata del Decameron di Giovanni Boccaccio.
- Francesca Mariani è un personaggio della serie televisiva Il maresciallo Rocca.
- La virtù di Checchina è un romanzo di Matilde Serao.
- Francine è un personaggio del cartone animato American Dad
- Françoise è un personaggio dei film Il tempo delle mele e Il tempo delle mele 2
- Donna Francisca Montenegro è un personaggio della soap opera spagnola Il segreto